# گنجشک بلوچی
گنجشک بلوچی یا گنجشک سند (نام علمی: Passer pyrrhonotus) نام یک گونه از سرده گنجشک‌های راستین است.